# 屋根材

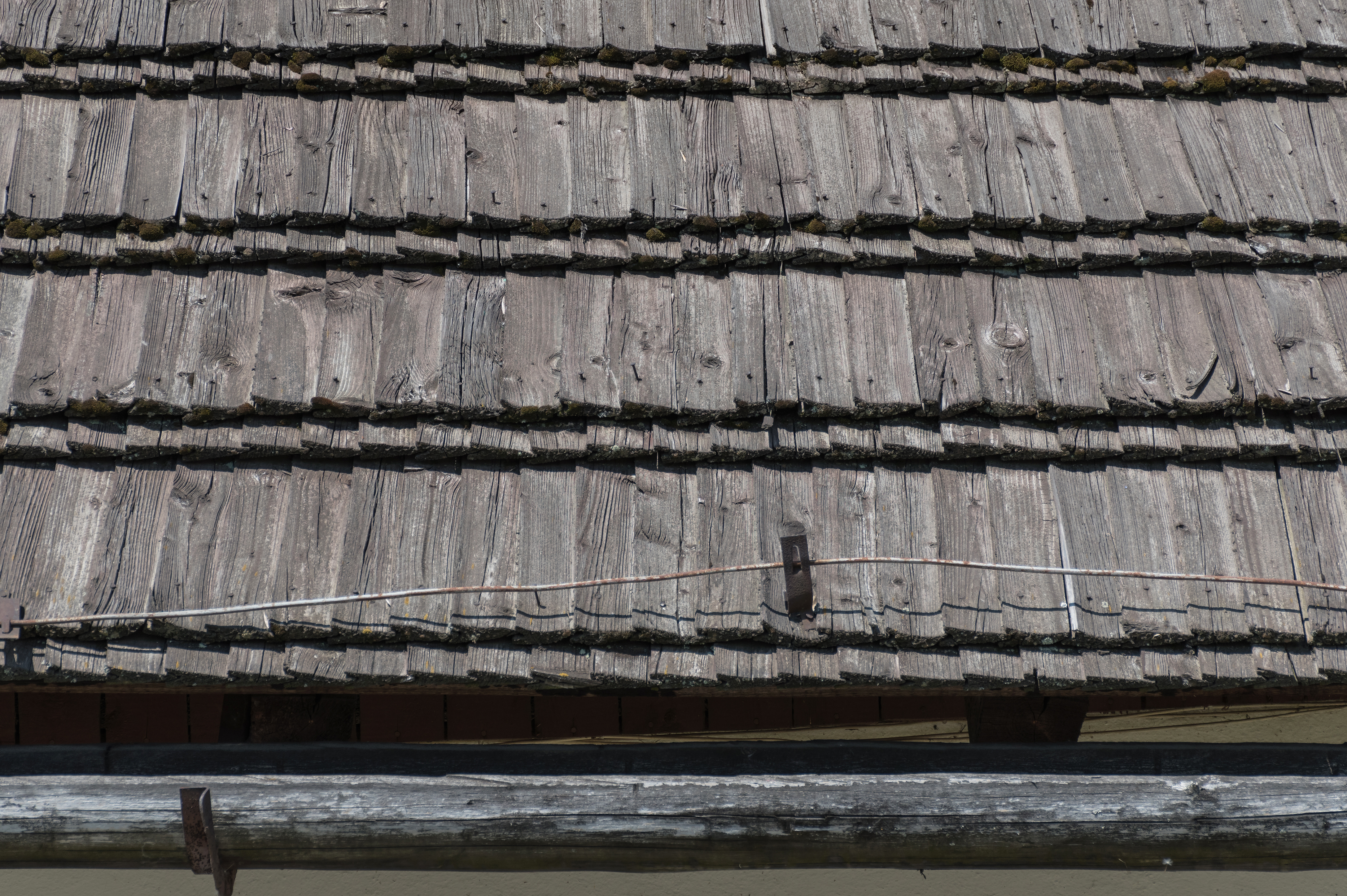
ポーランドのWooden shakes

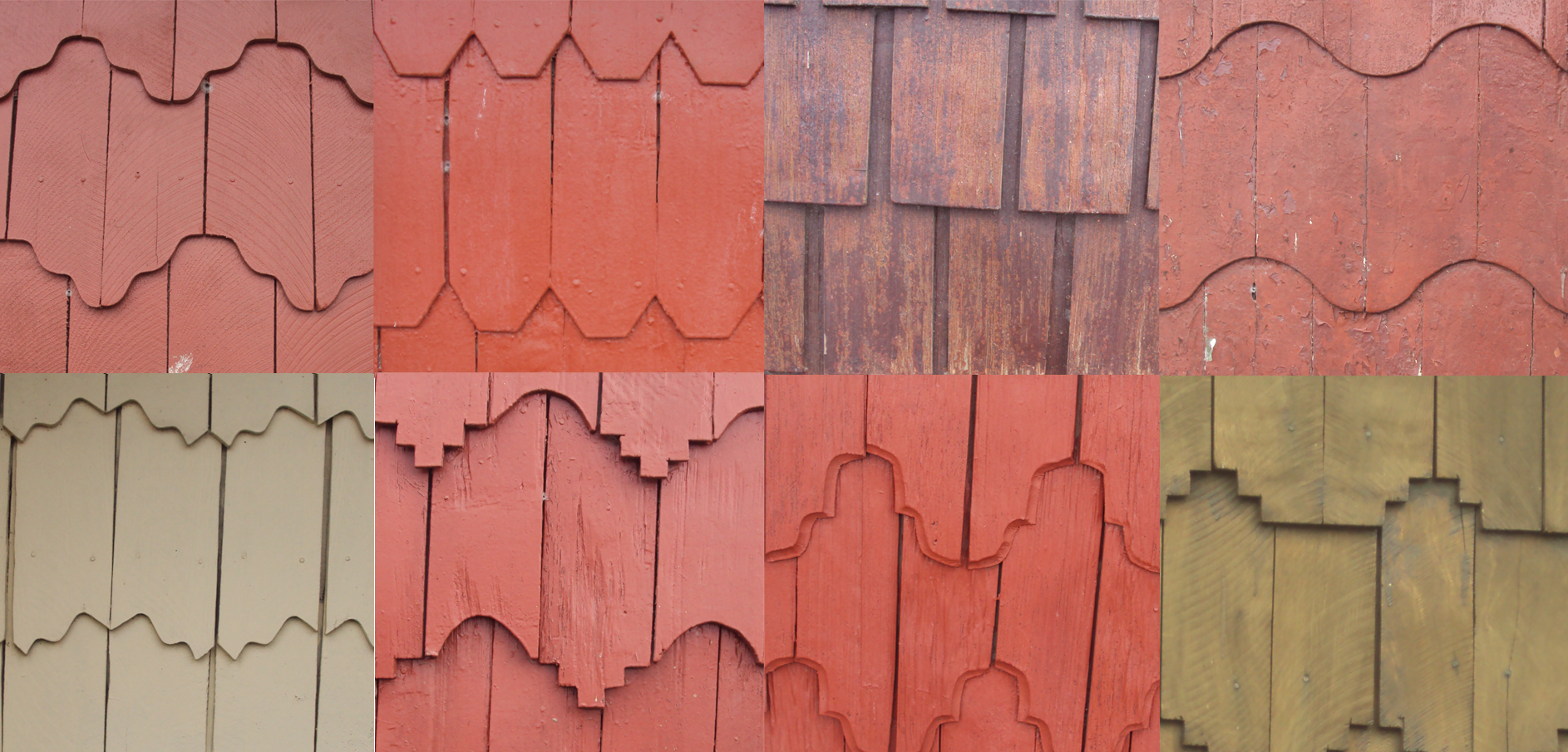
南米チリにあるチロエ島で使用されるチロエ建築の屋根

屋根材（やねざい）とは、屋根を作るために用いる材料。

## 種類一覧
屋根葺き
- 茅 - イネ科の総称。ススキやヨシを用いた屋根を茅葺という。ヨーロッパでは、麦藁、ライムギ藁も用いられる。
- 海藻 - デンマーク[2][3]、スコットランド[4]、中国山東省栄成市の海草房と呼ばれる家[5]などで屋根材として使われた。

その他
- 杮葺(こけらぶき) - 木製の屋根材。杮（こけら）であって柿（カキ）ではない。
- スレート(粘板岩)
- 鉄平石
- 瓦
- 銅葺（銅板葺）[6]
- トタン
- ガルバリウム
- アスファルトシングル（英語版）
- ソーラーシングル（英語版） - 太陽電池を用いた屋根材。
- 石粒付き鋼鈑（英語版）
- 繊維補強コンクリート